# Günter M. Ziegler
Pour les articles homonymes, voir Ziegler.
Günter M. Ziegler (né le 19 mai 1963 à Munich) est un mathématicien allemand. Ziegler est connu pour ses recherches dans le domaine des mathématiques discrètes et en géométrie, et particulièrement la combinatoire des polytopes (en).

## Biographie
Ziegler a fait ses études à l'université Louis-et-Maximilien de Munich de 1981 à 1984, et a reçu son Ph.D. au Massachusetts Institute of Technology à Cambridge, Massachusetts en 1987, sous la direction d'Anders Björner. Après des postes de post-doctorant à l'Université d'Augsbourg et à l'Institut Mittag-Leffler, il a reçu son habilitation en 1992 à l'université technique de Berlin, où il est devenu professeur en 1995,. Ziegler est ensuite allé à l'université libre de Berlin.

## Récompenses
Ziegler a reçu le prix Gerhard-Hess d'un million de deutschemarks décerné par la Deutsche Forschungsgemeinschaft (DFG) en 1994 et le Prix Gottfried Wilhelm Leibniz de 1,5 million de deutschemarks, le prix plus prestigieux allemand en matière de recherche, attribué par la DFG en 2001,. En 2005, il est lauréat de la Conférence Gauss. En 2006, la Mathematical Association of America a accordé à Ziegler et Florian Pfender le Prix Chauvenet, sa plus haute récompense en mathématiques, pour leur papier sur le nombre de Kissing (en),. En 2012 il reçoit le Prix Hector.
En 2006 il est devenu président pour deux ans de la Deutsche Mathematiker-Vereinigung.

## Choix de publications
- Proofs from THE BOOK, écrit en collaboration avec Martin Aigner, Springer, Berlin, 1998,  (ISBN 3-540-63698-6)
- Günter M. Ziegler, Lectures on Polytopes, vol. 152, Berlin, New York, Springer-Verlag, coll. « Graduate Texts in Mathematics », 1995.
- (en) Anders Björner et Günter M. Ziegler, Matroid applications, vol. 40, Cambridge, Cambridge University Press, coll. « Encyclopedia of Mathematics and its Applications », 1992, 363 p. (ISBN 0-521-38165-7, DOI 10.1017/CBO9780511662041.009, MR 1165537), chap. 8 (« Introduction to greedoids »), p. 284–357